# 吕西林
吕西林（1955年1月—），陕西岐山人，同济大学教授，中国工程院院士。

## 生平
1984年12月毕业于同济大学，获工学博士学位。
2015年获何梁何利科学与技术进步奖，2017年获美国土木工程师学会“纽马克奖”。